# 31
Cette page concerne l'année 31  du calendrier julien. Pour l'année 31 av. J.-C., voir 31 av. J.-C. Pour le nombre 31, voir 31 (nombre).
L'année 31 est une année commune qui commence un lundi.

## Événements
- 1er janvier : Séjan partage le consulat avec l'empereur Tibère[1]. Séjan qui a reçu l'imperium proconsulaire du Sénat à une date indéterminée[2], en profite pour faire subir un véritable régime de terreur aux membres de l'aristocratie romaine.
- 2 septembre, Mexique : stèle d’époque olmèque tardive de Tres Zapotes, dans l’État de Veracruz, premier document écrit daté d’Amérique[3].
- 17 octobre, Rome : arrestation de Séjan, seul préfet du prétoire depuis l'an 15. De Capri où il s'est retiré, Tibère, alerté par Antonia Minor, mère de Germanicus, écrit au Sénat romain pour dénoncer Séjan, qui a commis l’erreur de comploter contre le probable successeur de Tibère, Gaius César (Caligula). Tibère donne secrètement le commandement de la garde prétorienne à son confident Macron, qui organise l’arrestation de Séjan, qui livré au sénat est tué avec toute sa famille[4]
- 18 octobre : exécution de Séjan, étranglé dans la prison du Tullianum tandis que toute sa famille est massacrée[5].
- 20 octobre : après avoir vu les cadavres de ses enfants, Apicata, l'épouse de Séjan répudiée, se retire chez elle pour consigner par écrit les crimes de son ex-époux avant de se donner la mort[4].

## Naissances en 31
- Musonius Rufus, philosophe latin.

## Décès en 31
- Étienne (date incertaine)